# フジ三太郎
フジ三太郎（フジさんたろう）は、サトウサンペイによる日本の4コマ漫画作品。同作を原作としたテレビドラマ作品についても本項で記述する。

## 概要
1965年4月1日から1991年9月30日にかけて朝日新聞に連載された。平社員のサラリーマン・フジ三太郎を中心に、三太郎の周囲の職場や家族で起きるできごとを主な題材としている。サラリーマンを主人公にした新聞4コマ漫画はこの作品が初とされている。サラリーマン社会の悲喜こもごもに加えて時事ネタも多く、事件や不祥事を風刺したり、流行に登場人物が右往左往する様子も描かれ、人気を博した。時事ネタでは主人公として時の政治家が主人公として登場し、下記に示した三太郎や万年課長等の登場人物が全く登場しない回もしばしばあった。一般紙としては異例な程のお色気表現や、死刑廃止論や労働争議、ジェンダーフリーを揶揄する描写が描かれるなど、朝日新聞のリベラルな論調と齟齬する作風も話題を呼んだ。1968年と1982年にテレビドラマ化された。
基本は4コマであるが、日により紙面における掲載サイズはそのままで、3コマ（3コマ目が2コマ分）となることもあった。
アニメ化の企画があったが、サトウが「4コマのアニメは難しい」として断ったため実現しなかった。

### 連載開始までの沿革
それまでの新聞4コマ漫画は『サザエさん』（長谷川町子作）に代表されるように家族をメインキャラクターに据え、家庭や近隣の生活を題材にすることが通例だった。サトウはそれまでに主婦を主人公にした『インスタントマダム』（産経新聞）の連載経験があったため、新作の主人公を「今度は男性にして、ニュースとか世相も描こう」と決めた。しかし「魚屋さんとか、八百屋さんに特定すると、職業知識がなくて、おそらく3日も続かない」として、自身が経験のあるサラリーマンを主人公に設定した。

### 連載および出版の形態
1965年4月1日の連載開始から1978年12月28日までは夕刊、1979年1月1日から連載終了の1991年9月30日までは『サザエさん』が終了して以来5年間、4コマ漫画が空席だった朝刊に、それぞれ連載されている。1974年から翌年にかけて朝日ソノラマから全5巻の単行本として出版された。その後の作品は『フジ三太郎名場面』（全19巻、朝日新聞社、1982-91年）に収録されている。
また、雑誌「朝日ビジネス」で「英訳版」が掲載されたほか、著者・サトウの地元大阪市の朝日新聞大阪本社主催で読者投稿による「英訳コンクール」が開催され好評を得て、1982年から『朝日ビジネス』と週刊英字新聞『朝日ウィークリー』でこのコンクールを継承。英訳版の単行本も出版された。

#### 電子書籍版
2013年4月10日、J-CASTニュースから電子書籍版「フジ三太郎とサトウサンペイ」が発売された（全27巻 定価350円/冊＜税別＞。2013年4月から6月にかけ、それぞれ第1・2・3回配本として9冊ずつを配信）。これは連載開始年の1965年から連載終了年の1991年までを1年1巻としてまとめ、その中から厳選されたテーマに絞り込んで再録したものに加え、サトウサンペイに対するインタビューを併載したものである。当初は全話のデジタル化が計画されたが、サトウが「今の人が見て笑えるのは、甘く見ても半分だ。『ぷふっ』と笑えるものは25%だ」「ほんとうに笑えるものだけ残したい」として反対し、選集の形となった。画像のデジタル化にともなう修正・描き直し作業はサトウ自身が行った。作業は3か月におよび、「80代の『蟹工船』だよね」と回想している。
これに合わせてJ-CASTニュースのサイトにおいて電子復刻版の連載（基本的に日刊で、同じ日に掲載された過去の作品を2週間程度公開）を3年間行ったほか、産業経済新聞社から発売されている夕刊フジ毎週木曜発行（金曜付け）分にも「復刻フジ三太郎」が連載された。

## 内容

### 主な登場人物
フジ三太郎
連載開始から最後の最後まで万年ヒラのサラリーマン（1984年に「係長一応補佐仮代理」を内示されたが、名刺にすれないとの理由で辞退した模様）。安月給（しかし1984年時点で、月給は手取り27万3千円）。国鉄で遠距離通勤し、最寄り駅からも遠い借家に住む一方、おんぼろセダン車を後に所有する。1988年に幼児からは「変なおじさん」とよばれていた。1978年には、自警団「ひとり暮らしの女子大生やOLを守る会」に参加している。連載開始前日の作者挨拶では、三太郎の名前の由来が日本一をあらわす『富士山』と阿部次郎の名著『三太郎の日記』を組み合わせたものであり、年齢は32〜3歳と明記している。三太郎の容姿のモデルは、作者サトウサンペイ自身である。
フジビワ子
三太郎の妻でありごく普通の主婦である。いかにして家事に手を抜くかが課題。
フジスワ子
三太郎の母で趣味はゲートボール。足腰が弱い。知識が豊富。夫はすでに他界している。
フジ小太郎
三太郎の息子で小学生。父親同様、スポーツが苦手でリレーでトップになってもゴールテープの存在を知らず、避けて通ったほど。
フジタマ子
三太郎の娘で小学生。テストはたいがい「計算はパパ、漢字はママに似てみーんなダメ」らしい。
万年太郎課長
三太郎の上司。二人の子を持つ（1男1女）。ローンで家を建てた。昭和一桁生まれで戦時中空襲に遭ったトラウマを持つ。早稲田大学卒業であるが、連載開始から登場し最後まで万年課長だった。
北原洋子部長
三太郎の上司の一人で「超」の付くほどのキャリアウーマン。眼鏡をかけている。今は太っているが、約30年前には社内誌の8月号のグラビアを飾ったこともある。1983年5月初登場。女性が管理職に進出し始めた時期の女性重役登場は話題となった。モデルは当時の全日空に実在した女性社員だという。
馬奈アケミ係長
北原部長に次ぐ女性キャリアウーマン。三太郎より若いが北原部長に抜擢され昇進。課内で唯一英会話ができる。一方で喫煙者のため嫌煙権が広まるにつれ三太郎、万年課長と共に肩身の狭い思いをすることもあった。
佐江内
三太郎の同僚で後輩。眼鏡をかけた気弱な青年として描かれる。

### 作風・ギャグ

#### お色気表現
三太郎はミニスカートを好む。テレビで見るスポーツもフィギュアスケートや新体操、シンクロナイズドスイミングを好む。それ以外にもお色気シーンが多い。新成人の女性がバニーガール姿でやってくるなど、お色気・セクハラ表現満載の4コマ漫画であった。ゆえに読者から「朝日新聞にふさわしくない内容の漫画だ」と非難されたことがたびたびあった。サトウ自身はこれらの描写について「怒っていた人もいっぱいいたかもしれない。でも別に文句も来なかった」と回想している。
なお1982年版のテレビドラマでは、演出として毎回通りがかりの女性のスカートがめくれて下着が見えるというパンチラが行われていた。

#### 発明・創意工夫ギャグ
三太郎たち登場人物は作中で多くの機械やシステムを発案し、そのギミックがオチに使われた。以下は一例である。
自動お茶流し機
ポンプからお茶をくみ出し、社員の机の周りにお茶が流れる（馬奈係長考案）
介護ロボット
電車の優先席にすわっている若者を無理矢理追い出すロボット（スワ子考案）
自動温泉流し機
お茶流し機と同様だが、これはお茶流し機のだいぶ前に三太郎が考案した（三太郎考案）
ゴマスリ機
電動胡麻摩り機が市場に出た頃に、勘違いから発想した、お世辞をベラベラ言うマシン（三太郎考案）
自動掃除機
壁に当ると自動的に方向を変えて再び進む自動車のおもちゃをヒントに、そのおもちゃに掃除機を載せて部屋を掃除させる機械を作成（スワ子考案）
OL仕事要求申し込み所
課長達にこき使われるOL達のために、三太郎がOLへの仕事の要求を規制するために開設した。
エスカレーター使用規制システム
三太郎が駅のエスカレーターの混雑を規制するため、駅から20分以上かけて歩いてきた人だけにエスカレーターを使用出来るように規制した。
有人改札駅員質問規制システム
人がいる改札で駅員に質問するせいで改札が混雑するので、それを規制するために質問専用の台を設けた。

### 新聞連載時のエピソード
1968年、1972年、当時朝刊に連載中の『サザエさん』が休載中に作者が作品内にサザエさんを登場させ、一家の健在ぶりをアピールさせた。それをみた長谷川町子は連載再開時にお返しとして作品中にフジ三太郎を祝福に登場させた。このように、当時は朝刊･夕刊を通して作者同士のマンガを通したコミュニケーションがよく行われていた。
1971年、全日空機雫石衝突事故の直後に掲載した作品では、「スカタング」という架空の戦闘機を操縦する三太郎は旅客機と空中衝突し、一度は脱出するが自らパラシュートの縛帯を解いて飛び降りた。
1975年に唯一の3か月長期休載。
1978年12月28日付をもって夕刊連載終了（年末年始の夕刊休刊に合わせての移動）。「たつトリあとをにごさず」として、三太郎がマンガのコマ枠を大掃除した。1979年1月1日付より移動先の朝刊で連載再開、再開初回4コマではなく判じ絵を多用しての挨拶だった。また、この日より朝日新聞の4コママンガはスペースが現行の記事4段分から5段分に変更され、拡張された。4日には夕刊に園山俊二作の『ペエスケ』がスタート。平助が挨拶していると羽織後ろから三太郎（実は「二人羽織」だった）が登場して「しっかりしなきゃだめだよ、ほんとに」と主人公･平助を励ました。
その後、サトウが病気で三太郎が休載した時、園山は入院中の三太郎に平助が見舞いに行く話を描いた。ところがサトウは復帰すると三太郎で同じシチュエーションの続編を描き、それを受けた園山もまたやり返したので、朝刊と夕刊のどっちに、どっちの作者がどっちの作品を描いているのか、混乱し兼ねない状態が暫く続いた事がある。
1980年6月、大平正芳首相が在職のまま病死したときには、それまで風刺してきた罰として作者が閻魔大王から「地獄行き」の指定券を受け取る作品が掲載された。
1982年10月21日、後述のドラマ（堺正章主演版）の放送開始に伴い、タイアップ的な漫画を掲載。漫画では三太郎役の堺を見て小太郎が「こういうパパがいいな」と言い、続いてサワ役の千石規子を見てビワ子が「やさしそうなおかあさんネ」と言い、最後はビワ子役の丘みつ子を三太郎が見つめるという内容だった。
1985年8月13日付は日本航空123便墜落事故により休載。
1989年1月8日付朝刊は昭和天皇が崩御されたことで特別紙面となり、小説などの連載記事が休載されたが、フジ三太郎は通常通り掲載。内容は、この日から施行された元号『平成』の由来である「内平らかに外成る」（史記）と「地平らかに天成る」（書経）を三太郎が漫画で解説した。
1991年3月31日付朝刊で、三太郎が「（連載26年経過して）表面上だけ若作りのままもう半年続けます」と事実上の最終回告知。もっとも、それ以前にエイプリルフールネタとして最終回ネタをやったことがあった。
同年9月30日付朝刊で最終回。カラー特集が組まれ、登場人物がミュージカルばりに「上を向いて歩こう」を歌った。連載終了はサトウ自らの意志によるものだった。8,168回という当時としては毎日新聞連載・加藤芳郎作の『まっぴら君』に次ぐ異例の回数の記録を打ち立てた。また、同日夕刊の『ペエスケ』では三太郎と平助が酌を交わし、別れを惜しんだ。このとき居酒屋の親父が平助に「あんたも終わるときはあんなふうにしなよ」といっている。しかし、『ペエスケ』の作者の園山は翌1992年に病に倒れ、1993年1月に逝去したため、結果として『ペエスケ』は連載休止のまま連載終了・絶筆となる。

## テレビドラマ
両作品とも、関西地区では朝日新聞系の放送局・朝日放送（ABC）で放映された（1968年当時はいわゆる腸捻転ネットの時代）。

### 1968年版
TBS系列にて1968年10月6日から1969年9月28日まで放映。全39話｡モノクロ作品。放送時間は毎週日曜日21:00 - 21:30。三太郎役は坂本九。妻ビワ子役は宮本信子（第1話 - 第26話）、三好美智子（第27話 - 最終話）が演じた。野球中継による番組休止があったため、全38話ながらほぼ一年間放映された。2004年にエムスリイエンタテイメント株式会社より全39話が収録されたDVD-BOX (5枚組DVD) が発売され、初めてソフト化されている。
当初、サトウはアニメと同様にドラマ化も断るつもりだった。しかしサトウが企画を持ち込んだ伊丹十三と主演の坂本九のファンであったため了承した。

#### キャスト
- フジ三太郎：坂本九
- フジビワ子：宮本信子（初代）、三好美智子（2代目）
- フジ小太郎 : 矢崎友紀
- 多々良純
- 菱見百合子
- 西岡慶子
- 進千賀子
- 宮地晴子
- 佐藤英夫
- 花上晃
- 小瀬朗
- 浅見比呂志
- 大泉滉
- 塩沢とき
- 車だん吉（たんくだん吉名義）
- ナレーター：川久保潔

#### スタッフ
- 原作：サトウサンペイ
- プロデューサー：吉田善平
- 脚本：野上龍雄、露峰裕子、加瀬高之、馬場当、山中恒、下飯坂菊馬、大川久男、瀬川昌治 ほか
- 監督：杉江敏男、若林幹、上野英隆、瀬川昌治、真船禎
- 助監督：上野英隆、乙武英樹 ほか
- 制作担当：小坂井郁也
- 音楽：宮崎尚志
- 撮影技術：中溝勇雄、溝口正敏
- 照明：岡庭正隆
- 録音：泉田正雄、坂田通俊
- 編集：神谷信武
- 現像：TBS映画社
- 美術：朝生治男、馬場周一
- 舞台装置：美建興業
- 制作：国際放映、TBS
- 主題歌：『三太郎ソング』 歌：坂本九 （作詞：サトウサンペイ　作曲：宮崎尚志）

#### サブタイトル
| 話数 | 放送日        | サブタイトル                  | ゲスト                                                                    |
| ---- | ------------- | ----------------------------- | ------------------------------------------------------------------------- |
| 1    | 1968年10月6日 | サンマ苦いか･･･               | コント55号（萩本欽一、坂上二郎）、十朱久雄、関千恵子                      |
| 2    | 10月13日      | ラッシュは楽し                | 北あけみ、加地健太郎                                                      |
| 3    | 10月20日      | 二人はともだち                | 柳家小さん、柳沢真一                                                      |
| 4    | 10月27日      | くたばれ3000万円              | 左卜全、田崎潤                                                            |
| 5    | 11月3日       | ママの誕生日                  | コント0番地（車だん吉、岩がん太）、 野際陽子、水垣洋子 、山本正明、田崎潤 |
| 6    | 11月10日      | 明日の朝のおみおつけ          |                                                                           |
| 7    | 11月17日      | 可愛い下宿人                  | 江美早苗                                                                  |
| 8    | 11月24日      | 俺はついてるぜ                | 愛京子                                                                    |
| 9    | 12月1日       | 男心は男でなけりゃ            | 井上昭文                                                                  |
| 10   | 12月8日       | 東京には空気がない            | ジェリー伊藤                                                              |
| 11   | 12月15日      | 強くなろうぜ、男の子          | 渡辺文雄 、五月晴子 、進千賀子                                            |
| 12   | 12月22日      | 踊る一万円札                  |                                                                           |
| 13   | 12月29日      | 替え玉作戦                    | 桜井啓子 、岡村文子                                                       |
| 14   | 1969年1月5日  | 一フジ二タカ三なすび          | コント55号                                                                |
| 15   | 1月12日       | こんにちはビワ子さん!         | 矢野間啓治                                                                |
| 16   | 1月19日       | となりはとなり                | 草野大吾                                                                  |
| 17   | 1月26日       | 意地で行こうぜ!               | 柳家小さん                                                                |
| 18   | 2月2日        | 危険信号                      | 藤村有弘                                                                  |
| 19   | 2月9日        | 美人に御用心                  | 八代万智子                                                                |
| 20   | 2月16日       | 天下泰平                      | 蓮川くみ                                                                  |
| 21   | 2月23日       | 男の争い                      | 長谷川明男、大山のぶ代                                                    |
| 22   | 3月2日        | 逃げろや逃げろ                | 上田吉二郎                                                                |
| 23   | 3月9日        | 春が来た、何処に来た?         | 土田早苗 、小坂一也 、池田駿介                                            |
| 24   | 3月16日       | 仰げば尊し                    | 鈴木ヤスシ、河野秋武、三島ゆり子、金光満樹                                |
| 25   | 3月23日       | 競馬と夫婦たち                |                                                                           |
| 26   | 3月30日       | 小さな、しあわせ              | 清水まゆみ                                                                |
| 27   | 4月6日        | 頑張れ、張り切れ、ゴマするな! | 名古屋章 、水垣洋子                                                       |
| 28   | 4月13日       | あゝOL無用論                  | 曽我町子､ 柳生博                                                          |
| 29   | 5月4日        | 怪談・鯉のぼりの季節          | 平凡太郎                                                                  |
| 30   | 5月18日       | サボテン山に進路をとれ        | 北川めぐみ                                                                |
| 31   | 6月1日        | 旅は道づれ                    | 三角八郎                                                                  |
| 32   | 6月15日       | サラリーマン(秘)哀歌          | 北あけみ                                                                  |
| 33   | 6月29日       | 知らぬは亭主ばかりなり        | 長山藍子                                                                  |
| 34   | 7月13日       | 今晩おひま?                   | コント0番地 、三島ゆり子                                                  |
| 35   | 8月10日       | 真夏のハプニング              | 夏純子 、親桜子                                                           |
| 36   | 8月17日       | 私の詩集                      | 谷口香、海野かつを、根岸明美                                              |
| 37   | 9月14日       | 真夏の夜の夢                  | 笠置シヅ子、杉狂児                                                        |
| 38   | 9月28日       | ジンマシン異聞                | 南弘子                                                                    |

#### 放送局（1968年版）
※ 時間帯明記なしは 日曜 21:00 - 21:30に放送。
- TBS
- 北海道放送[16]
- 岩手放送[17]
- 秋田放送：水曜 22:30 - 23:00[18]
- 山形放送（1970年に放送）：月曜 18:00 - 18:30[19]
- 東北放送[20]
- 福島テレビ[20]
- 新潟放送[21]
- 信越放送[22]
- 北陸放送[23]
- 静岡放送[24]
- 中部日本放送[23]
- 朝日放送[25]
- 山陰放送[26]
- 山陽放送[27]
- 中国放送[27]
- RKB毎日放送[28]
- 長崎放送[28]
- 大分放送[29]
- 宮崎放送[30]
- 南日本放送[30]
- 琉球放送[31]

### 1982年版
テレビ朝日系列（フルネット局および当時フジテレビ系列・テレビ朝日系列のクロスネット局だった秋田テレビ）にて1982年10月21日から1983年1月27日まで放映。全14話。放送時間は毎週木曜日21:00 - 21:54。テレビ朝日とABCの共同制作。三太郎役は堺正章が、妻のビワ子役は丘みつ子が演じた。毎回、パンチラ娘として南裕子が出演した。

#### キャスト
- フジ三太郎：堺正章
- フジビワ子：丘みつ子
- フジスワ子：佐藤美知子
- フジ小太郎：石堂穣
- 中村：時任三郎、
- 宍戸錠
- 居酒屋のお手伝い・よね：中村れい子[33]
- 鈴木：谷啓
- サワ：千石規子
- 田中：小堺一機
- 有禅（寺の和尚）：谷隼人

#### スタッフ
- 原作：サトウサンペイ
- プロデューサー：古屋克征
- 脚本：田村隆
- 演出：河野和平、岩城利明、大熊邦也
- 撮影：山岸桂一
- 主題歌：堺正章「空飛ぶクジラ」(作詞:松本隆／作曲:大瀧詠一／編曲:難波弘之)

#### サブタイトル
| 話数 | 放送日         | サブタイトル                 | 演出     | ゲスト               |
| ---- | -------------- | ---------------------------- | -------- | -------------------- |
| 1    | 1982年10月21日 | 衝撃! 女子大生レイプ旋風     | 河野和平 | 中原理恵             |
| 2    | 10月28日       | 衝撃! 喪服の未亡人異常接近   | 河野和平 | 小柳ルミ子           |
| 3    | 11月4日        | 衝撃! 成り金夫人札束騒動     | 岩城利明 | 小林幸子             |
| 4    | 11月11日       | 衝撃! 謎のキスマーク怪事件   | 岩城利明 | 松本伊代             |
| 5    | 11月18日       | 衝撃! 恐怖のアフリカ決死行   | 大熊邦也 | 研ナオコ             |
| 6    | 11月25日       | 衝撃! 恐るべき少年放火魔!    | 河野和平 | 松田聖子             |
| 7    | 12月2日        | 衝撃! 押し売り笑殺ムコ探し   | 岩城利明 | 和田アキ子           |
| 8    | 12月9日        | 衝撃! 珍事件見合い騒動       | 河野和平 | 石川ひとみ           |
| 9    | 12月16日       | 衝撃! 夫婦危機! 師走泥試合   | 岩城利明 | 高田みづえ、辻沢杏子 |
| 10   | 12月23日       | 衝撃! 謎のサンタ、イブ騒動   | 河野和平 | 柏原芳恵             |
| 11   | 1983年1月6日   | 衝撃! 晴れ着魔出没正月騒動   | 岩城利明 | 高見知佳、奈良富士子 |
| 12   | 1月13日        | 衝撃! 奇! 宝のツボ破壊事件   | 河野和平 | 白石奈緒美           |
| 13   | 1月20日        | 衝撃! 苦悩の(秘)瞬間転職情報 | 岩城利明 |                      |
| 14   | 1月27日        | 衝撃! 感涙の(秘)事件連続!    | 河野和平 |                      |

#### 放送局（1982年版）
※ 時間帯明記なしは 木曜 21:00 - 21:54に放送。
- テレビ朝日
- 北海道テレビ[34]
- 秋田テレビ：日曜 22:30 - 23:24[35]
- 東日本放送[36]
- 福島放送[36]
- 新潟総合テレビ：木曜 10:35 - 11:30[37]
- テレビ山梨：土曜 17:00 - 17:54[38]
- 静岡けんみんテレビ[38]
- 名古屋テレビ[39]
- 朝日放送[40]
- 瀬戸内海放送[41]
- 広島ホームテレビ[41]
- 九州朝日放送[42]

## キャラクター広告
- 1970年代に、カルビーがポテトチップスの販促用にTシャツのプレゼントを行った際のテレビCMに、アニメーションで登場している。
- 1998年にサントリーから発売されたウイスキー「膳」の発売に伴い、発売告知キャンペーンの広告に登場した。
- 2019年、フォークデュオ・ハンバートハンバートによって製作されたライヴアルバム「WORK」のパッケージに、三太郎が登場している。